# 英聯邦海

英聯邦海是南大洋的海，位於恩德比地和西冰架之間，西面是宇航员海，東面是戴維斯海，南面與伊莉莎白公主地相接，面積258,000平方公里。
65°00′S 72°00′E / 65.000°S 72.000°E